# Hancockia papillata
Hancockia papillata (O'Donoghue, 1932) è un mollusco nudibranchio della famiglia Hancockiidae.